# Melanargia flava
Melanargia flava är en fjärilsart som beskrevs av Otto Friedrich Bernhard von Linstow 1908. Melanargia flava ingår i släktet Melanargia och familjen praktfjärilar. Inga underarter finns listade i Catalogue of Life.